# 막공격 복합체

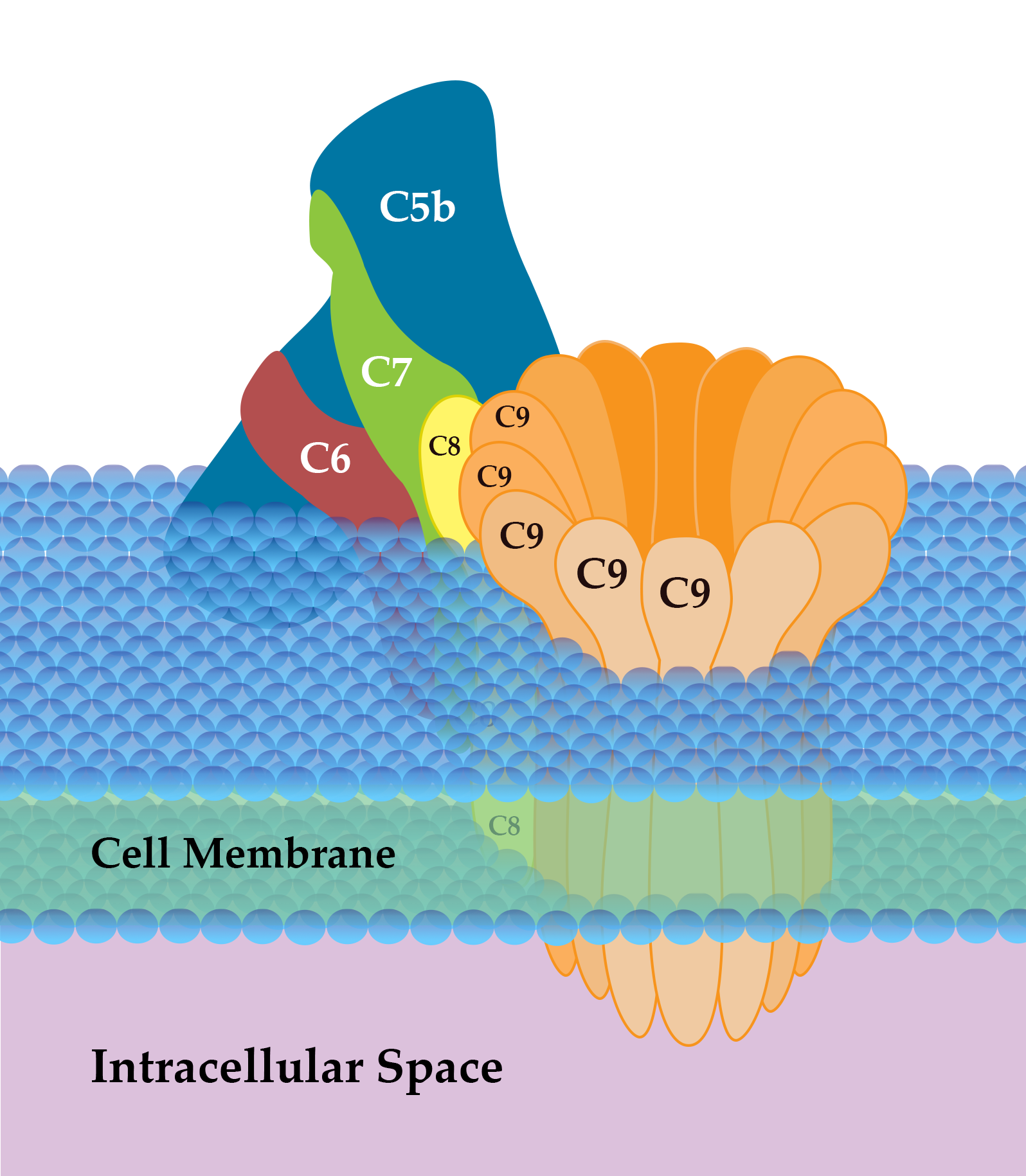
막공격 복합체(최종 보체 복합체 C5b-9)의 모식도

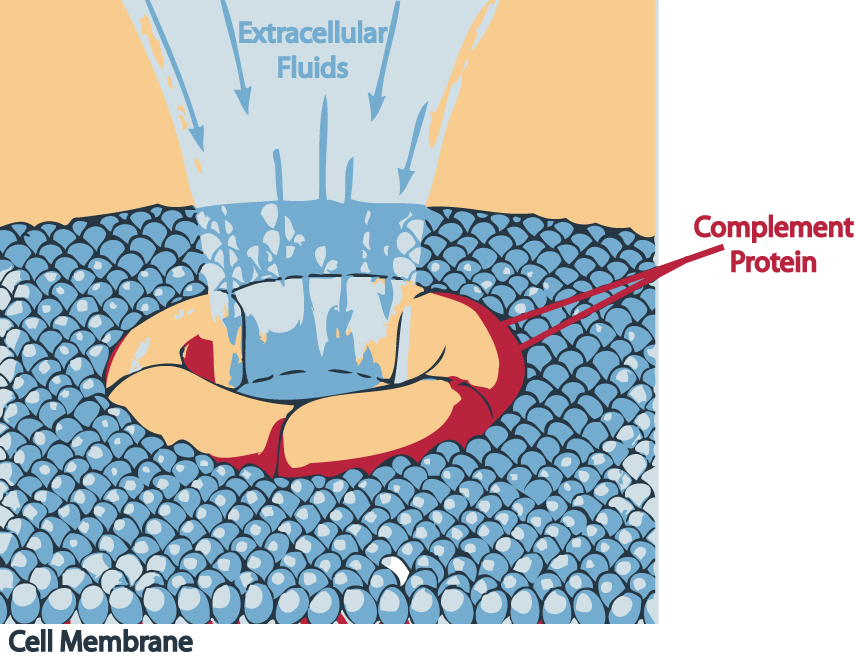
병원성 세포에 부착된 막공격 복합체

막공격 복합체(膜攻擊複合體, 영어: membrane attack complex, MAC)는 일반적으로 숙주의 보체계 활성화의 결과로 병원체 세포막의 표면에 형성되는 단백질 복합체이며, 그 자체로 면역계의 효과인자이다. 보체 막공격 복합체(補體膜攻擊複合體, 영어: complement membrane attack complex), 최종 보체 복합체(最終補體複合體, 영어: terminal complement complex, TCC)라고도 한다. 항체를 통한 보체 활성화로 인해 감염된 세포 표면에 막공격 복합체(MAC)가 축적된다. 막공격 복합체가 조립되면 표적 세포의 세포막을 파괴하는 모공이 생겨 세포 용해와 세포 사멸이 일어난다.
막공격 복합체는 보체성분인 C5b, C6, C7, C8과 여러 개의 C9 분자로 구성된다.
여러 단백질이 막공격 복합체의 조립에 참여한다. 활성화된 C5b는 C6과 결합하여 C5b-6 복합체를 형성한 다음, C7과 결합하여 C5b-6-7 복합체를 형성한다. C5b-6-7 복합체는 α, β, γ의 세 개의 사슬로 구성된 C8과 결합하여 C5b-6-7-8 복합체를 형성한다. C5b-6-7-8 복합체는 C9와 결합하여 C9의 중합에서 촉매 역할을 한다.

## 구조 및 기능
막공격 복합체는 세포막의 바깥쪽 표면에 결합하는 4가지 보체 단백질(C5b, C6, C7, C8)과 서로 연결되어 세포막에 고리를 형성하는 여러 개의 C9로 구성된다. C6~C9는 모두 공통적인 MACPF 도메인을 포함하고 있다. 이 영역은 그람양성세균의 콜레스테롤 의존성 세포용해소와 상동적이다.
C9가 형성하는 고리 구조는 세포막에서의 구멍으로, 세포 안팎으로 분자가 자유롭게 확산될 수 있게 해준다. 충분한 구멍이 형성되면 세포는 더 이상 생존할 수 없다.
C5b-7, C5b-8 또는 C5b-9의 전단계 막공격 복합체가 막에 삽입되지 않으면 단백질 S와 비활성 복합체(sC5b-7, sC5b-8, sC5b-9)를 형성할 수 있다. 이러한 유체상 복합체는 세포막에 결합하지 않으며 궁극적으로 보체의 두 조절자인 클러스터린과 비트로넥틴에 의해 제거된다.

## 개시: C5-C7

막공격 복합체 형성의 모식도

막공격 복합체는 보체 단백질인 C5-전환효소가 C5를 C5a와 C5b로 분해하면 시작된다. 보체계의 세 가지 경로(고전적 경로, 대체 경로, 렉틴 경로)는 모두 막공격 복합체의 형성을 개시한다.
또 다른 보체 단백질인 C6은 C5b와 결합한다.
C5bC6 복합체는 C7과 결합한다.
이러한 결합은 단백질 분자의 입체배치를 바꾸어 C7의 소수성 부위를 노출시켜 C7이 병원체의 인지질 이중층에 삽입될 수 있도록 한다.

## 중합: C8-C9
C8과 C9 분자의 비슷한 소수성 부위는 복합체와 결합할 때 노출되므로 인지질 이중층에 삽입될 수도 있다.
C8은 두 가지 단백질인 C8-베타와 C8 알파-감마로 구성된 복합체이다.
C8 알파-감마는 인지질 이중층에 삽입되는 소수성 영역을 가지고 있다. C8 알파-감마는 10~16개의 C9 분자를 중합시켜 막공격 복합체라고 알려진 구멍 형성 구조를 만든다.
- 막공격 복합체는 소수성 외부 표면을 가지고 있어서 인지질 이중층과 결합할 수 있다.
- 막공격 복합체는 친수성 내부 표면을 가지고 있어서 물을 통과시킬 수 있다.

여러 개의 C9 분자는 농축된 용액에서 자발적으로 결합되어 C9의 중합체를 형성할 수 있다. 이러한 중합체는 관 모양의 구조를 형성할 수도 있다.

## 저해
CD59는 이 복합체를 저해하는 역할을 한다. 이것은 신체의 세포에 존재하며 막공격 복합체로부터 세포를 보호한다. 발작성 야간 헤모글로빈뇨증이라는 희귀 질환은 적혈구에 CD59가 결핍되는 것을 초래한다. 따라서 이러한 세포는 막공격 복합체에 의해 분해될 수 있다. 막공격 복합체를 저해하면 외상성 뇌 손상(TBI) 발생 후 72 시간 이내에 염증과 신경 축삭 손실을 줄여, 특히 후천성 패혈증이나 호흡부전이 있는 경우 신경 손상을 예방할 수 있는 것으로 나타났다.

## 병리학
C5~C9 성분이 결핍되면 감염에 대한 전반적인 감수성이 생기지 않고, 단지 나이세리아속 세균 감염에 대한 감수성이 증가한다. 나이세리아속은 세포벽이 얇고 당질피질이 거의 없거나 전혀 없기 때문이다.

## 같이 보기
- 최종 보체 경로 결핍증
- 발작성 야간 헤모글로빈뇨증
- 퍼포린
- 구멍 형성 독소